# Maxim Mehmet

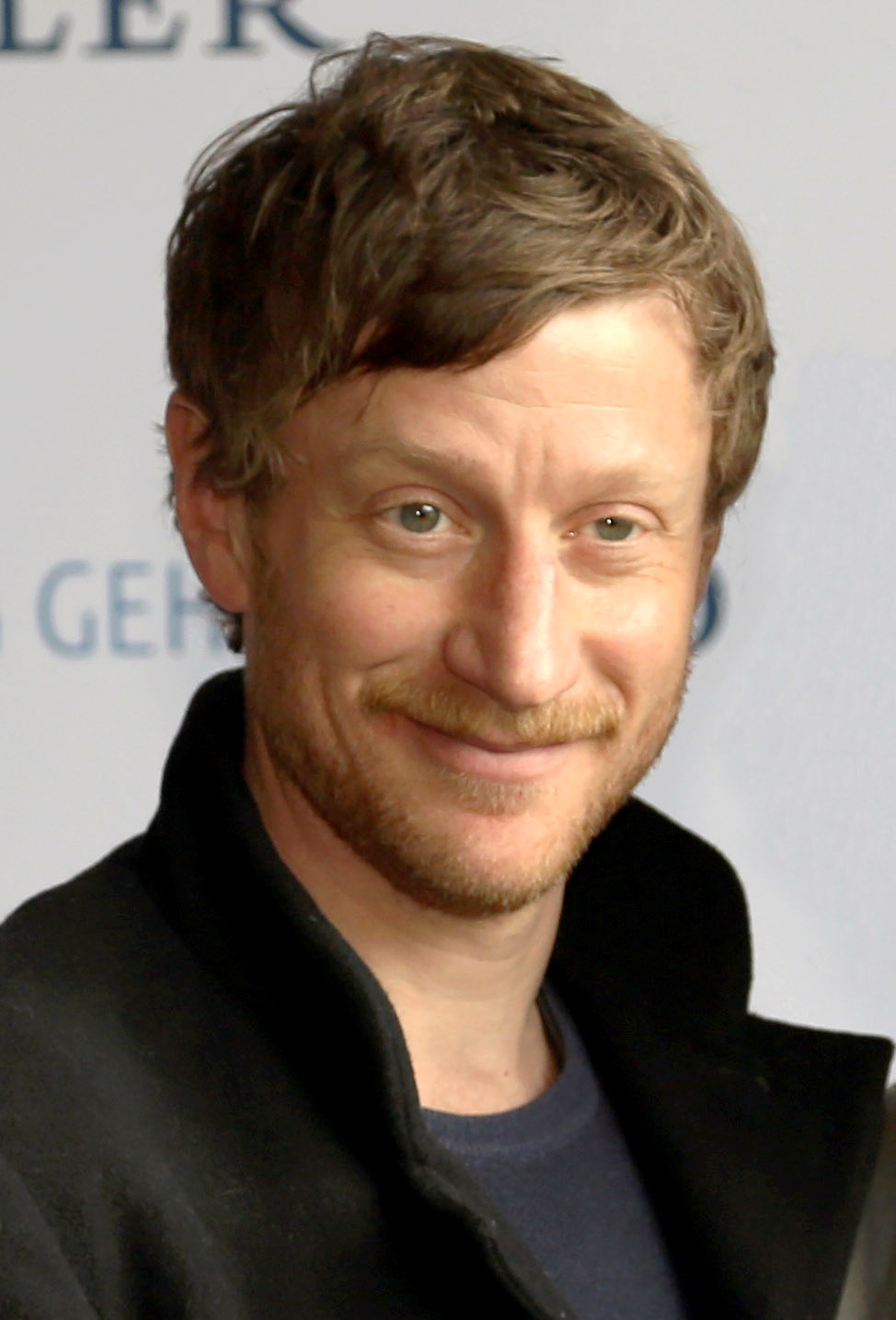
Maxim Mehmet (2015)

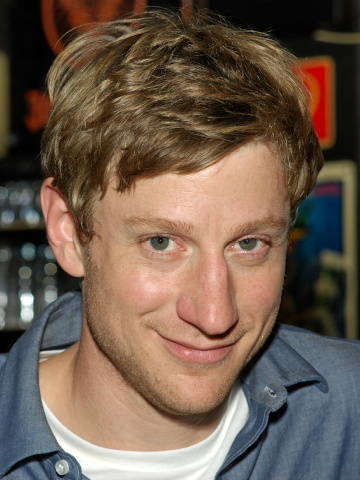
Maxim Mehmet (2010)

Maxim Mehmet (* 2. Juli 1975 in Kassel) ist ein deutscher Schauspieler.

## Leben
Maxim Mehmet wuchs auf einem Bauernhof in Nordhessen auf. Sein Familienname stammt von seinem Großvater, einem Krimtataren. Erste Schauspielerfahrungen sammelte er mit dem Puppentheater seiner Mutter, später beim Schultheater und einigen Off-Theatergruppen. In Berlin studierte er zunächst Theaterwissenschaft. Erst mit 25 entschied er sich für ein Schauspielstudium, das er von 2001 bis 2005 an der Hochschule für Film und Fernsehen „Konrad Wolf“ in Potsdam-Babelsberg mit Diplom-Abschluss absolvierte.
Leander Haußmann besetzte ihn in seiner 2005 erschienenen Militärkomödie NVA als Unteroffizier Aurich. 2008 spielte er seine erste Hauptrolle in Fleisch ist mein Gemüse (Regie: Christian Görlitz), einer Verfilmung der Autobiografie des Autors und Musikers Heinz Strunk.
Seit 2008 gehörte Mehmet als Kriminaltechniker Wolfgang Menzel zum Ermittlerteam der Leipziger Tatort-Folgen. Im erfolgreichen deutschen Kinofilm Männerherzen war er 2009 als chaotischer Träumer Philipp zu sehen; auch im Nachfolger Männerherzen … und die ganz ganz große Liebe war er wieder dabei. In Peter Timms Liebeskomödie Liebe Mauer hatte er die Hauptrolle neben Felicitas Woll. Im ARD-Märchenfilm Die kluge Bauerntochter spielte er den König. Eine weitere Hauptrolle erhielt er neben Charly Hübner im Psychodrama Unter Nachbarn, mit dem er 2011 im Wettbewerb des Internationalen Filmfestivals Shanghai vertreten war. Für die Darstellung eines Verlegersohns im ARD-Fernsehfilm Männertreu wurde ihm 2015 der Grimme-Preis zuerkannt. 2016 spielte er im Adventszweiteiler Gotthard einen Tunnelbauingenieur.
Für die Proben zum Theaterstück Hom(m)e Alone im Theater Bronski & Grünberg zog er kurzzeitig 2016 nach Wien. Maxim Mehmet wohnt in Berlin.
Mehmet hat sich im April 2021 an der umstrittenen Initiative #allesdichtmachen zusammen mit rund 50 weiteren Schauspielern beteiligt.

## Filmografie (Auswahl)
- 2004: Die Stunde der Offiziere (Fernsehfilm)
- 2005: NVA
- 2006: Der Untergang der Pamir (Fernsehfilm)
- 2006: Vater undercover – Im Auftrag der Familie
- 2008–2015: Tatort (Fernsehreihe, siehe Saalfeld und Keppler)
- 2008: Der Rote Baron
- 2008: Nacht vor Augen
- 2008: Fleisch ist mein Gemüse
- 2008: U-900
- 2008: Ein Job (Fernsehfilm)
- 2009: Großstadtrevier – Herzenssachen
- 2009: Es kommt der Tag
- 2009: 66/67 – Fairplay war gestern
- 2009: Männerherzen
- 2009: Liebe Mauer
- 2009: Die kluge Bauerntochter (Fernsehfilm)
- 2009: Fasten à la Carte (Fernsehfilm)
- 2011: Wintertochter
- 2011: Unter Nachbarn
- 2011: Männerherzen … und die ganz ganz große Liebe
- 2011: Faust
- 2011: Im falschen Leben (Fernsehfilm)
- 2012: Westerland
- 2012: Deckname Luna (Fernseh-Zweiteiler)
- 2013: Unsere Mütter, unsere Väter (Fernseh-Dreiteiler)
- 2013: Sputnik
- 2013: Der Tote im Eis (Fernsehfilm)
- 2013: Aschenbrödel und der gestiefelte Kater
- 2014: Die Fahnderin (Fernsehfilm)
- 2014: Männertreu (Fernsehfilm)
- 2014: Let’s go! (Fernsehfilm)
- 2014: Tatort: Das verkaufte Lächeln
- 2014: Neufeld, mitkommen! (Fernsehfilm)
- 2015: Stella (Min lilla syster)
- 2015: Starfighter – Sie wollten den Himmel erobern (Fernsehfilm)
- 2015: Heidi
- 2015: Im Namen meines Sohnes (Fernsehfilm)
- 2015: Engel unter Wasser – Ein Nordseekrimi (Fernsehfilm)
- 2015: Der Maskenmann (Fernsehfilm)
- 2016: Gotthard (Fernseh-Zweiteiler)
- 2016: Wie Männer über Frauen reden (Fernsehkomödie)
- 2017: Schatz, nimm du sie
- 2017: Culpa – Niemand ist ohne Schuld (Fernsehserie, Folge 110)
- seit 2018: Friesland (Fernsehreihe) → siehe Besetzung
- 2019: Wenn’s um Liebe geht
- 2019: Bagdad in my shadow
- 2019: Ein himmlisch fauler Engel (Fernsehfilm)
- 2020: Schönes Schlamassel (Fernsehfilm)

## Hörspiele
- 2004: Heiner Grenzland: Making of ... Frei nach dem Roman „Ich kann dir eine Wunde schminken“ von Tobias Hülswitt – Regie: Heiner Grenzland (DLR Berlin)
- 2007: Stella Luncke/Josef Maria Schäfers: American Overflow – Regie: Stella Luncke/Josef Maria Schäfers (Hörspiel – SWR)
- 2011: Susanne Amatosero: Voodoo Child und die Musik als fünftes Element – Regie: Susanne Amatosero (Hörspiel – DKultur)
- 2013: Eva Lia Reinegger: Jähnicke schmeckt’s – Regie: Stefanie Lazai (Kriminalhörspiel – DKultur)